# Адрианов, Олег Сергеевич
Оле́г Серге́евич Адриа́нов (1923—1994) — советский и российский нейрофизиолог, доктор медицинских наук (1964), профессор (1967), академик АМН СССР (1986), награждён золотой медалью имени И. П. Павлова (1979).

## Биография
Родился 17 сентября 1923 года.
В 1947 году — окончил Военно-Морскую медицинскую академию (Ленинград).
В 1950 году — окончил аспирантуру при Институте мозга АМН СССР.
С 1952 года — работает в этом институте заведующим лабораторией морфофизиологии условного рефлекса и одновременно с 1961 по 1970 годы — заместитель директора по научной работе, а с 1974 года — директор института.
В 1975 году избран членом-корреспондентом АМН СССР.
В 1986 году избран действительным членом АМН СССР.
Умер в 1994 году. Похоронен в Москве на Кунцевском кладбище (участок 12).

## Научная и общественная деятельность
Автор 120 научных работ, в том числе 3 монографий, посвященных структурно-функциональной организации и взаимоотношению различных структур мозга в условнорефлекторной деятельности и поведении, анализу функционального значения межкорковых (горизонтальных) и подкорково-корковых (вертикальных) систем связей в разнообразных формах интеграции у различных представителей млекопитающих, включая приматов.
Обосновал возможность локальных проекций неспецифических ядер зрительного бугра на кору большого мозга, сформулировал ряд принципов таламо-кортикального взаимодействия (структурно-функциональная близость различных категорий таламических ядер, существование моно- и олигопроекционных таламокортикальных систем связей); изучил зависимость условнорефлекторных реакций от структурной организации и соотношения различных звеньев анализатора сигнального раздражителя; показал роль ассоциативных систем мозга в механизмах пространственного и временного прогнозирования.
Проведенные исследования имеют значение для понимания проблем системной организации церебральных функций у человека и их нарушений в патологии.
Под его руководством защищено 7 кандидатских и 3 докторские диссертации.
Являлся председателем общесоюзной проблемной комиссии АМН СССР «Функционально-структурные основы системной деятельности и механизмы пластичности мозга», членом Международной организации по изучению мозга (ИБРО), а с 1974 года — членом её Центрального Совета; с 1975 года — вице-президент Всесоюзного физиологического общества имени И. П. Павлова.

### Основные работы
- Атлас мозга собаки, М., 1959 (совместно с Т. А. Меринг)
- Межкортикальные и таламо-кортикальные отношения в условно-рефлекторной деятельности, диссертация, М:., 1963
- Условный рефлекс и проблема таламо-кортикальных взаимоотношений, в кн.: Рефлексы головного мозга, под редакцией Э. А. Асратяна, с. 240, М., 1965
- Могилёв Л. Н., Адрианов О. С. Механизмы пространственного зрения. — Наука, Ленинградское отделение, 1982. — 111 с.
- Условный рефлекс и структурная организация анализатора сигнального раздражителя, Журнал высшей нервной деятельности, т. 17, в. 5, с. 847, 1967
- Особенности связей вент-робазального комплекса таламуса с теменной и соматосенсорной областями коры мозга кошки, там же, т. 22, в. 5, с. 1039, 1972 (совм, с Поляковой А. Г.)
- Структурная характеристика таламо-париетальных взаимоотношений, в кн.: Эволюция функций теменных долей мозга, под редакцией А. С. Батуева, с, 7, Л., 1973 (совм, с др.).

## Награды
- Золотая медаль имени И. П. Павлова (1979) — за монографию «О принципах организации интегративной деятельности мозга» и цикл статей по этой проблеме.
- Орден «Знак Почёта» (16 сентября 1983) — за заслуги в развитии медицинской науки, подготовке научных кадров и в связи с шестидесятилетием со дня рождения[1].
- Орден Дружбы народов (1993)[2]